# Frenchnerd
 (octobre 2022).
Frenchnerd Productions est une société de production détenue par le réalisateur français François Descraques et qui est connue pour avoir produit la série Le Visiteur du futur.
Frenchnerd est à l'origine le nom du blog de François Descraques et de son groupe créé à la fin de 2008 qui donnera naissance à la société de production Frenchnerd Productions. Il héberge différents projets humoristiques du collectif comme des web-séries ou des courts-métrages. Frenchnerd s'est surtout fait connaître en 2009 avec la création du Visiteur du futur qui s'est hissée comme la web-série numéro un sur Dailymotion.
En 2014, le collectif Frenchnerd s'associe avec Endemol Beyond et crée la chaîne Youtube Frenchball où sont diffusées plus d'une centaine de vidéos, jusqu'en 2017.

## Historique

### Origine
En 2008, François Descraques est réalisateur de publicités et scénariste sur plusieurs travaux en développement pour la télévision,. Il propose à des investisseurs un projet de réalisation et de publication régulières sur internet de vidéos portant sur différents concepts humoristiques. Ces investisseurs ont tout d'abord approuvé cette idée avant de finalement refuser au dernier moment,.
Trouvant dommage de laisser tomber ce concept, François Descraques décide d'entreprendre lui-même ce projet,.

### Les débuts (2008-2009)
Pour lancer Frenchnerd, François Descraques s'inspire du fonctionnement de sites humoristiques comme Funny or Die sans toutefois chercher à copier leur modèle économique[source insuffisante].
Le blog Frenchnerd est finalement créé le 9 décembre 2008[source secondaire souhaitée]. Le but étant de publier plusieurs vidéos dans un court laps de temps, François Descraques, seul ou avec ses amis, réalise en à peine deux mois[source secondaire souhaitée] Frenchman, Le Grand Débat, Les Détournements puis Les soirées loose. Certaines vidéos ont un petit succès tel que le détournement de Dragonball Evolution qui devient alors la parodie française principale de ce film.
Il met ensuite en ligne sa première web-série[source secondaire souhaitée], Scred TV, qu'il coréalise et coscénarise avec Slimane-Baptiste Berhoun. Le premier épisode est diffusé sur TF1 en 2009.

### Consécration (2009-2010)
En avril 2009, François Descraques réalise les trois premières vidéos de la web-série Le Visiteur du futur qui devait, à l'origine, ne compter que six épisodes. L'équipe de Dailymotion repère rapidement la série et met le premier épisode en home page. La web-série est un franc succès et François Descraques décide de réaliser toute une saison avec 22 épisodes. Les deux derniers épisodes sont montrés le 18 mars 2010 en avant-première à la séance de Dailymotion. La saison 1 est alors vue un million de fois et remporte deux prix dans divers festivals[réf. nécessaire].
Pour François Descraques l'avenir de la série est incertain. Mais pendant ce temps, Slimane-Baptiste Berhoun, qui joue le docteur Henry Castafolte dans Le Visiteur du futur, constate au cours des tournages qu'il est agréable et possible de réaliser rapidement une web-série. Il décide alors de créer J'ai jamais su dire non et le premier épisode sort en avril 2010.
Entre-temps, François Descraques décide finalement de donner une suite au Visiteur du Futur et réalise une saison 2 comprenant quinze épisodes et diffusée de novembre 2010 à septembre 2011. La web-série gagne encore en popularité et totalise plus de dix millions de vues. Elle remporte le prix de la première édition du Montreux Comedy Award[source insuffisante].

### Collaboration avec Ankama et arrivée de France Télévisions Nouvelles Écritures (2011-2014)
En 2011, la société Ankama repère Le Visiteur du futur. Avec François Descraques, ils décident de sortir les DVDs des saisons 1 et 2 ainsi que de réaliser une troisième saison. Le tournage de cette nouvelle saison, intitulée Le Visiteur du Futur - Les Missionnaires, dure toute l'année 2012. Elle est divisée en quatre blocs de tournage[source insuffisante].
En parallèle de ce tournage, le collectif Frenchnerd participe au Golden Show (également produit par Ankama et créé par François Descraques, Davy Mourier et Monsieur Poulpe) qui inspireront plus tard des sociétés de vidéos du web tel que le Golden Moustache et le Studio Bagel.
L'équipe de Frenchnerd réalise également d'autres vidéos sur commande[réf. souhaitée] telles que Starleague, le court-métrage en 3D Bonne Nouvelle ou encore la web-série de Slimane-Baptiste Berhoun Le Guichet qui est, d'ailleurs, la première production de Frenchnerd Productions[réf. souhaitée].
Entre-temps, toujours en 2012, le département Nouvelles Écritures de France Télévisions s’intéresse aux travaux de François Descraques[réf. souhaitée] et finance alors la saison 3 du Visiteur du Futur avec Ankama. Ils produisent également une web-série créée par François Descraques et Slimane-Baptiste Berhoun nommée Les Opérateurs qui voit le jour en octobre 2012 sur la nouvelle plateforme web Studio 4.0.
L'arrivée de France Télévisions Nouvelles Écritures permet une plus grande visibilité des travaux de Frenchnerd auprès des médias[réf. souhaitée]. Les Opérateurs puis Le Visiteur du Futur sont diffusés sur la chaîne télévisée France 4 et Le Monde publie deux articles sur Le Visiteur du Futur,.
Les épisodes de la saison 3 du Visiteur du Futur sont finalement diffusés de novembre 2012 à avril 2013 et la série est à nouveau un succès. Elle remporte de nombreux prix, notamment le prix international Los Angeles WebFest[source insuffisante]. Une BD tirée de l'univers est également publiée chez Ankama Editions[pertinence contestée].
En 2013, Frenchnerd Productions produit Little Doll, un court-métrage réalisé par Anaïs Vachez.
Une quatrième saison du Visiteur du Futur sous-titrée Néo-Versailles, est produite et diffusée de janvier à juin 2014. Malgré le succès qu’elle a engendré, permettant à la série de dépasser les 40 millions de vues, François Descraques annonce qu’il s’agit de la dernière saison en tant que web-série. La suite est racontée sous forme d'un roman intitulé La Meute. Il est écrit par Slimane-Baptiste Berhoun d'après une idée originale de lui-même et de François Descraques.

### Collaboration avec Endemol Beyond (2014-2018)
En octobre 2014, Frenchnerd s'associe avec Endemol Beyond, la division digitale de Endemol, pour créer la chaine YouTube Frenchball. L’objectif est de publier une vidéo par semaine pendant environ un an. C’est ainsi que vont voir le jour plusieurs web-séries et sketchs à succès, tel que la suite de J’ai jamais su dire non intitulée La Théorie des Balls. Les autres projets diffusés au cours de l’année 2014-2015 sur leur chaîne sont Speed Detective, Epic Fitness, FrenchQuiz, le retour des soirées loose et du Grand Débat ainsi que divers sketchs. La vidéo la plus vue, atteignant rapidement le million de vues, est Le Paramétrage de la Vie réalisé par Raphaël Descraques.
La saison suivante, en 2015-2017, le collectif Frenchnerd continue à alimenter la chaîne Youtube Frenchball mais à un rythme moins effréné. François Descraques réalise Rock Macabre, sa nouvelle web-série depuis le Visiteur du Futur. Slimane-Baptiste Berhoun conclut le cycle des Balls avec Le Secret des Balls. Quant à Raphaël Descraques, il réalise The Mission Square qui devient la deuxième vidéo la plus populaire de la chaîne dans laquelle Natoo lui donne la réplique. D’autres vidéos voient également le jour comme le nouveau projet Les Astuces. La dernière vidéo de la chaîne sort le 5 janvier 2017.
C’est également en 2016 qu’une suite du Visiteur du Futur est lancée sous forme de manga : La Brigade Temporelle. L’histoire est écrite par François Descraques d’après une idée de Raphaël Descraques, Slimane-Baptiste Berhoun, Ludovik et François Descraques. Au dessin, on retrouve Guillaume Lapeyre avec qui François Descraques a déjà collaboré par le passé comme dans la saison 4 du Visiteur du Futur. Les décors du manga ont été réalisés par Alexandre Desmassias. La Brigade Temporelle prend fin en juillet 2018 avec la sortie du troisième tome.
L’activité de Frenchnerd est en baisse depuis 2017, les membres de l’équipe de Frenchnerd ayant tous divers projets de leur côté. Notons tout de même que Frenchnerd Productions a coproduit en 2017 La Fille Accordéon d’Anaïs Vachez qui remporte le Prix Jeune au Festival du film merveilleux et imaginaire. En 2018, ils ont également coproduit le court-métrage Le Petit Monstre d’Anaïs Vachez qui est immédiatement salué par la presse,,.
Le 11 octobre 2018, François Descraques annonce qu’un long-métrage du Visiteur du Futur est en cours de financement.

### Mystères à St-Jacut(2019-2020)
Les membres de l'équipe Frenchnerd continuent à travailler chacun de leur côté sur divers projets[source secondaire souhaitée].
En été 2019, François Descraques lance Mystères à St-Jacut sous le label Frenchnerd Productions. Il s'agit d'un feuilleton audio où les trames des épisodes sont écrites mais les dialogues sont improvisés par des comédiens[source secondaire souhaitée]. Les épisodes sortent à un rythme régulier d'une fois par semaine puis une fois chaque deux semaines. Après une pause de quatre mois en novembre 2019, le concept est relancé en mars 2020[source secondaire souhaitée].

## Frenchnerd Productions
En juin 2010, Frenchnerd crée officiellement sa propre société de production sous le nom de Frenchnerd Productions. Les dirigeants sont Thibault Geoffray, François Descraques, Slimane-Baptiste Berhoun et Anaïs Vachez. Avec cette production, ils financent plusieurs projets audiovisuels et ont également fabriqué quelques goodies tels que des T-Shirts du Visiteur du Futur (saison 1 et 2) ou des T-Shirts Frenchnerd.
Les projets de Frenchnerd ne sont pas tous financés par Frenchnerd Productions. Des sociétés de productions font parfois appel au collectif pour réaliser des web-séries.
Les productions de Frenchnerd avant 2010 (autoproduction)
- Frenchman réalisé par François Descraques puis Sébastien Girard
- Les Détournements réalisé par François Descraques
- Le Grand Débat réalisé par François Descraques
- Les soirées loose réalisé par François Descraques
- Scred TV réalisé par François Descraques et Slimane-Baptiste Berhoun
- Le Visiteur du futur (saison 1), réalisé par François Descraques

Les projets de Frenchnerd Productions
- J'ai jamais su dire non réalisé par Slimane-Baptiste Berhoun
- Le Visiteur du futur (saison 2), réalisé par François Descraques
- Starleague réalisé par François Descraques
- Bonne Nouvelle réalisé par François Descraques
- Le Guichet réalisé par Slimane-Baptiste Beroun
- Little Doll réalisé par Anaïs Vachez
- La Théorie des Balls réalisé par Slimane-Baptiste Berhoun
- The Strange Lady réalisé par Anaïs Vachez
- Rock Macabre réalisé par François Descraques
- Le Secret des Balls réalisé par Slimane-Baptiste Berhoun
- The Mission Square réalisé par Raphaël Descraques
- La Fille Accordéon réalisé par Anaïs Vachez
- Le Petit Monstre réalisé par Anaïs Vachez
- Mystères à St-Jacut réalisé par François Descraques

## Les projets de Frenchnerd

### Le Visiteur du Futur
Il s'agit d'une web-série qui mélange science-fiction et comédie et qui a été créée par François Descraques en avril 2009. Le succès est immédiat et permet à Frenchnerd de se faire connaître. D'abord auto-produite, la série a ensuite bénéficié de l'aide d'Ankama ainsi que de France Télévisions Nouvelles Écritures à partir de la saison 3. C'est à ce jour le plus gros projet de Frenchnerd. À la fin de la saison 4, la série change de format et devient un livre numérique de 5 tomes nommé la Meute. Le livre est écrit par Slimane-Baptise Berhoun. Il est vendu pour la première fois en version papier lors de la Japan expo de 2015.
La série raconte l'histoire d'un homme venu du futur qui fait irruption dans la vie de Raph, un jeune de notre époque. Ce visiteur le met en garde à de multiples reprises sur les conséquences désastreuses que peuvent avoir ses gestes, surtout les plus anodins, dans un futur lointain. Il espère ainsi empêcher la fin du monde. Mais plusieurs personnes ne sont pas de cet avis… Le livre lui raconte la jeunesse du visiteur.

### Le cycle des Balls
Le cycle des Balls est une web-série humoristique créée par Slimane-Baptiste Berhoun et comprenant trois saisons. Il a la particularité d'avoir un personnage principal différent à chaque saison.

#### J'ai jamais su dire non
J'ai jamais su dire non est la première saison du cycle des Balls, comprenant 14 épisodes et créée en avril 2010. Certains acteurs de Le Visiteur du futur sont présents. Slimane-Baptiste Berhoun souhaite choisir un thème banal que tout le monde a pu une fois rencontrer pour s'identifier. L'idée de ne pas pouvoir refuser une demande lui traverse l'esprit et c'est ainsi qu'émerge petit à petit J'ai jamais su dire non. La série est ensuite diffusée sur la chaîne Nolife de janvier à mai 2012 tous les dimanches .
Tom est un jeune homme sans beaucoup de volonté et incapable de dire non aux gens. Son incapacité à s'imposer le conduit, malgré lui, à coucher avec sa patronne Roxane sans grande résistance. Refusant de garder pour lui cet événement troublant, sa petite amie Emma en est rapidement informée et décide de quitter Tom. Seul et désespéré dans son appartement, Tom voit débarquer son pote Mitch s'imposant comme colocataire envahissant et sans-gêne. Dispensé de paiement, Mitch décide d'appliquer sur Tom sa nouvelle méthode psychiatrique : « la Psycho-Balls Therapy ». Avec (ou bien plus souvent malgré) l'aide de Mitch, Tom décide de reprendre le contrôle de sa vie.

#### La Théorie des Balls
La Théorie des Balls est la deuxième saison du cycle des Balls. Elle est co-produite avec Endemol Beyond, composée de 10 épisodes et diffusée à partir de janvier 2015 sur la chaîne YouTube Frenchball. L'histoire est centrée sur le personnage de Mitch.
Mitch, devenu DRH dans l'entreprise de Stan (clochard étant en fait un riche patron héritier d'une grosse fortune familiale), décide de créer en parallèle de son travail et grâce à ses employés, la « théorie des Balls » ; une théorie se disant scientifique qui explique le comportement des gens grâce à des particules quantiques (les « Balls ») qui influencent notre personnalité et nos relations. Mitch essaie donc de faire publier sa thèse dans la maison d'édition de son ancienne amie de lycée Héloïse, devenue éditrice. Mais entre un patron hyperactif, un comptable amateur de pornographie et bien d'autres employés tous plus incompétents les uns que les autres, la théorie des Balls devient vite un défi de taille.

#### Le Secret des balls
Le Secret des Balls est la troisième et dernière saison du cycle des Balls. Elle est diffusée à partir de février 2016. L'histoire est centrée sur le personnage de Héloïse.
Le mariage entre Héloïse et Mitch est enfin arrivé. Mais voilà : Mitch a disparu. Tous dans l'entreprise ont l'esprit ailleurs, sauf un, ou plutôt une : Héloïse, inquiète de la disparition soudaine et improbable de celui qui aurait dû l'épouser. Entre un fantôme légendaire et une ambiance toujours plus tendue dans l'équipe, la recherche risque d'être longue. On retrouve les mêmes personnages que dans les séries précédentes, mais on en apprend davantage sur le passé d'Héloïse. Depuis son enfance, elle souffre de crises de folie, qui se manifestent notamment par des hallucinations pendant lesquelles elle imagine communiquer avec Géa, un chanteur qu'elle a admiré tout au long de son adolescence. Après la mort de sa mère, Héloïse voit ses crises s'aggraver tandis que son père, brisé, fonde une secte dans laquelle il se réfugie pour fuir son chagrin. La jeune femme finit toutefois par échapper à ses crises grâce aux médicaments qu'elle prend quotidiennement. Mais le soir de la disparition de Mitch, on apprend qu'elle y est de nouveau sujette…

### Les Opérateurs

#### Historique de la web-série

Logo de la web-série Les Opérateurs.

Les Opérateurs est sortie le 13 octobre 2012. Cette web-série créée, écrite et réalisée par François Descraques et Slimane-Baptiste Berhoun, est la première web-série produite par France Télévisions dans le cadre du projet « Nouvelles Écritures » et du lancement de la plateforme dédiée aux fictions web Studio 4[source secondaire souhaitée].
En 2007, le projet de la série commence lorsque Slimane-Baptiste Berhoun est embauché dans une entreprise d'audiovisuel, Brainsonic. Là-bas, il découvre des termes étranges et compliqués de marketing et commerciaux[source secondaire souhaitée]. En rentrant du travail, il fait partager ses connaissances sur le monde de l'entreprise à son ami François Descraques. Ce dernier y voit un projet d'une série de science-fiction tandis que Slimane-Baptiste pense à une série sitcom de bureau. Fusionnant leurs idées, ils décident d'écrire ensemble une série appelée La boîte.
Cette série mélange l'expérience professionnelle de Slimane-Baptiste et un univers décalé sur le registre du thriller et de la science-fiction. La base de la série repose sur un employé qui ne comprend rien à son travail. Le but est qu'il y ait des rebondissements comme dans la série X-Files bien qu'à l'origine les épisodes devaient être des histoires complètement absurdes sur l'entreprise sans chercher à avoir d'explications rationnelles.
Au début, la série n'était pas prévue pour être produite[source secondaire souhaitée]. Mais, en 2009, Barjac et Taranga Production demande si les deux réalisateurs ont un projet de série à potentiel télévisuel. C'est ainsi qu'ils décident de produire La boîte. Pendant un an, la série continue de se développer, puis France Télé, via Nouvelles Écritures, s'intéresse au projet et décide d'apporter son soutien. La série devient alors feuilletonnante. François et Slimane-Baptiste vont alors donner une explication rationnelle à toutes leurs histoires. La série La boîte change de nom pour devenir Les opérateurs.
Lors de Japan Expo / Comic Con' 2012, François et Slim annoncent l'arrivée de leur nouvelle série Les opérateurs, énonçant peu d'informations sur celle-ci.
Au niveau du développement de l'écriture, ils rédigent ensemble la structure de la série puis chacun écrit un épisode sur deux. Ensuite, ils se montrent leur travail, apportant par la suite des modifications.
Le tournage de cette première saison a duré deux semaines, du 6 au 10 août 2012 et du 13 au 17 août 2012. Il s'agit alors, à ce moment-là, du plus gros tournage réalisé par Frenchnerd en termes de jours consécutifs[source secondaire souhaitée].
Les réalisateurs ont eu chacun leur travail sur le tournage. François Descraques s'est notamment occupé de tout ce qui concerne la partie technique du tournage (les prises de vue, réglage de la lumière…) alors que Slimane-Baptiste Berhoun, ayant lui-même un rôle, s'est surtout consacré à diriger les acteurs[source secondaire souhaitée].
Les scènes sont filmées avec un Canon EOS 5D Mark II avec un objectif 70-200 mm. Une grande partie du tournage se déroule dans le bâtiment de Telfrance situé dans le neuvième arrondissement de Paris. Une partie de l'épisode 10 a été tourné dans un loft parisien. François Descraques joue avec la lumière de façon que même les employés de Telfrance ne puissent reconnaître leur lieu de travail.

#### Synopsis
Slim vient d'être embauché dans une entreprise multinationale, nommée [•], en tant qu'« opérateur référent ». Il va être très vite déboussolé puisqu'il ne connaît rien des activités de l'entreprise, ni de son métier. Sa collègue Fran, la « référente opérationnelle » avec qui il partage son bureau, n'en sait pas plus, au point d'en soupçonner une histoire d'extra-terrestres. Le comportement de son supérieur, Charles, et des employés qui l'entourent tel que Simon, « l'opérateur multi-surfaces », et Anna l'assistante de direction, n'éclaircit guère les objectifs de [•]. Que cache réellement cette entreprise de fous ?

#### Épisodes
La première saison, qui comprend dix épisodes d'une durée moyenne de 6 min 30 s, a été diffusée du 13 octobre 2012 au 12 novembre 2012 sur Dailymotion puis sur France 4 du 19 novembre 2012 au 30 novembre 2012. La série a accumulé au total 2,5 millions de vues.
Une saison 2 a été envisagée par les créateurs[réf. nécessaire] mais ne voit pas le jour.

### Rock Macabre
Une web-série créée par François Descraques.
Les membres d'un groupe de rock, Diptyque, Alban (Florent Dorin), Diane (Clara Doxal), Lawrence (PV Nova), Tony (Thibault Farnoux) et l'ancienne chanteuse de ce groupe, Zoé (Eléonore Costes) se trouvent, peu de temps avant un concert face à un public de possédés qui ne sont réceptifs qu'à la musique…

### Autres web-séries de Frenchnerd
- Frenchman

Frenchman est la première web-série d'animation publiée sur Frenchnerd en décembre 2008. La première saison a été écrite et réalisée par François Descraques. Après la fin de la première saison, Libertas a contacté François Descraques afin d'entamer une collaboration. En effet, ils voyaient dans Frenchman une critique de l'Europe alors que la série n'a en réalité qu'un but humoristique. François Descraques a décidé de ne plus continuer la série car il ne voulait pas qu'on se méprenne sur ses intentions. Cependant, Sébastien Girard s'est ensuite proposé de donner un second souffle à Frenchman et une saison 2 a été écrite et réalisée par ses soins à la fin de 2009.
- Le Grand Débat
- Les Détournements

Parodies diverses et variées réalisées par François Descraques.
- Les soirées loose
- Scred TV

Scred TV est la deuxième web-série publiée sur Frenchnerd, au début de 2009, créée par François Descraques et Slimane-Baptiste Berhoun.
Elle raconte l’aventure de trois amis d'enfance qui ont décidé de se lancer dans la création d'une web TV. Malheureusement ils n'ont aucune expérience et le résultat est très loin de leurs espérances.
- Starleague

Ce court-métrage a été commandé en 2010 par la société Egg-One. À l'origine, le projet devait être une publicité « standard » mais François a proposé l'idée d'une fausse bande-annonce. Ainsi est né le projet. Un faux making-of en trois parties a également été réalisé une année plus tard
Gaspard08, un jeune geek, tente de réaliser son rêve : gagner une compétition de Starleague. Malheureusement pour lui, son père n'est pas de cet avis. Il considère les jeux vidéo comme une perte de temps. Pour Gaspard, ce jeu est bien plus qu'un passe-temps (il a même rencontré l'amour grâce à ce jeu) et il décide donc d'aller au bout de ses rêves…
- Le Guichet

Cette web-série, créée par Slimane-Baptiste Berhoun, est une série de sketchs sans suite les uns par rapport aux autres. Elle a été commandée par Orange pour faire la promotion de "orange cinéday". Elle a été diffusée sur Dailymotion en alternance avec les projets de Norman et Ludovik.
La série suit le quotidien de Guy le guichetier, et de ses clients plus loufoques les uns que les autres.
- FrenchQuiz
- Les Astuces

### Autres projets fortement liés avec le collectif Frenchnerd
Certains projets où l'on peut retrouver de nombreux membres de l'équipe Frenchnerd n'ont pas été créés par Frenchnerd Productions ou dans l'intention de faire appel au collectif de Frenchnerd. Toutefois, ces projets sont souvent considérés comme étant des projets Frenchnerd par les fans.
- 42e étage

Slimane-Baptiste Berhoun a écrit et réalisé cette web-série en 2011 dans le cadre de son travail chez Brainsonic qui est une société spécialisée dans les films d'entreprise. Sfeir, le client, souhaitait une fiction décalée. La saison 1 possède 5 courts épisodes, et la saison 2, sortie à la fin de 2012, est appelée Enquête au 42e étage et comprend 3 épisodes d'une moyenne de six minutes chacun.
L'histoire suit les mésaventures d'un jeune homme se lançant dans la vie active.
- Le Golden Show (saison 1)
- Dead Floor
- Dead Landes

## L'équipe
Il n'existe pas une liste claire et définitive des membres de Frenchnerd[réf. souhaitée] (également surnommés par les fans Les Frenchnerdiens ou Les Frenchnerds). En effet, il n'existe pas une quelconque inscription pour entrer dans le collectif. En 2014, à la création de la chaîne Youtube Frenchball en collaboration avec Endemol Beyond, les producteurs auraient voulu que François Descraques rédige une liste avec les membres de l'équipe, mais il a expliqué que cela était impossible car Frenchnerd ne fonctionne pas avec des artistes fixes (excepté le noyau).

### Noyau
Ce sont les membres qui ont été présents dès le début de la création de Frenchnerd et ont continué à participer très activement aux divers projets au fil des ans.
- François Descraques

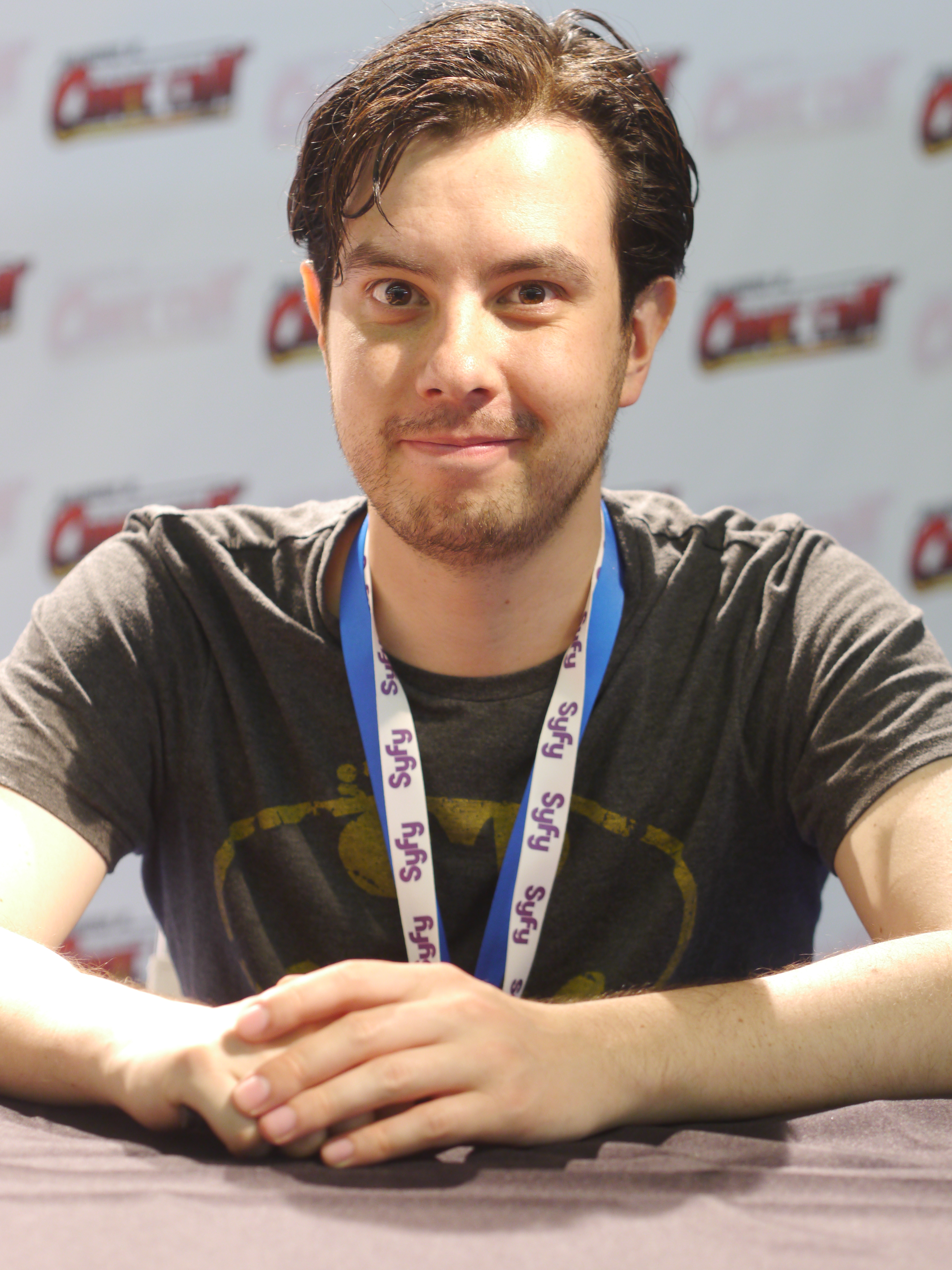
François Descraques en dédicace au Comic Con' 2013.

Il est le créateur du blog et du collectif Frenchnerd. Il participe à tous les projets de Frenchnerd en tant que réalisateur, scénariste ou producteur. Il apparaît également quelquefois à l'écran, notamment dans le cycle des Balls où il tient le rôle de Eugène. Son œuvre la plus connue est sans aucun doute Le Visiteur du Futur.
- Slimane-Baptiste Berhoun

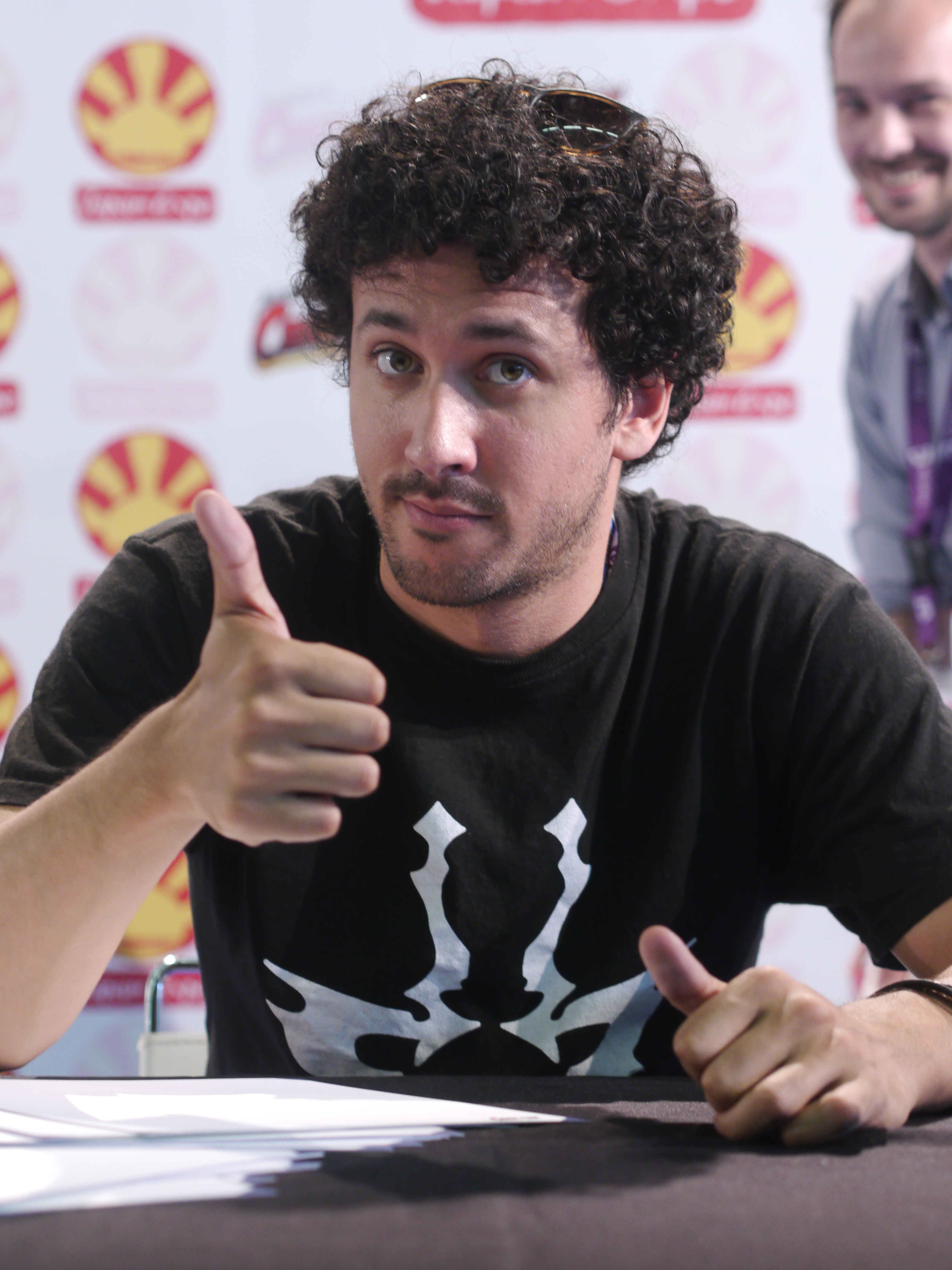
Slimane-Baptiste Berhoun en dédicace au Comic Con' 2013.

Il est réalisateur, scénariste, producteur ou acteur dans tous les projets de Frenchnerd. Il collabore avec François Descraques depuis leur rencontre en BTS audiovisuel. Son œuvre principale est le cycle des Balls. Il est également connu pour son rôle du docteur Henry Castafolte dans Le Visiteur du Futur.
- Anaïs Vachez

Elle est réalisatrice, scénariste, productrice et première assistante réalisatrice et participe dans la plupart des projets Frenchnerd. Elle collabore avec François Descraques depuis leur rencontre en BTS audiovisuel. Son court-métrage Le Petit Monstre sorti en 2018 a été son plus grand succès. Elle est également écrivaine de bande-dessinées.
- Florent Dorin

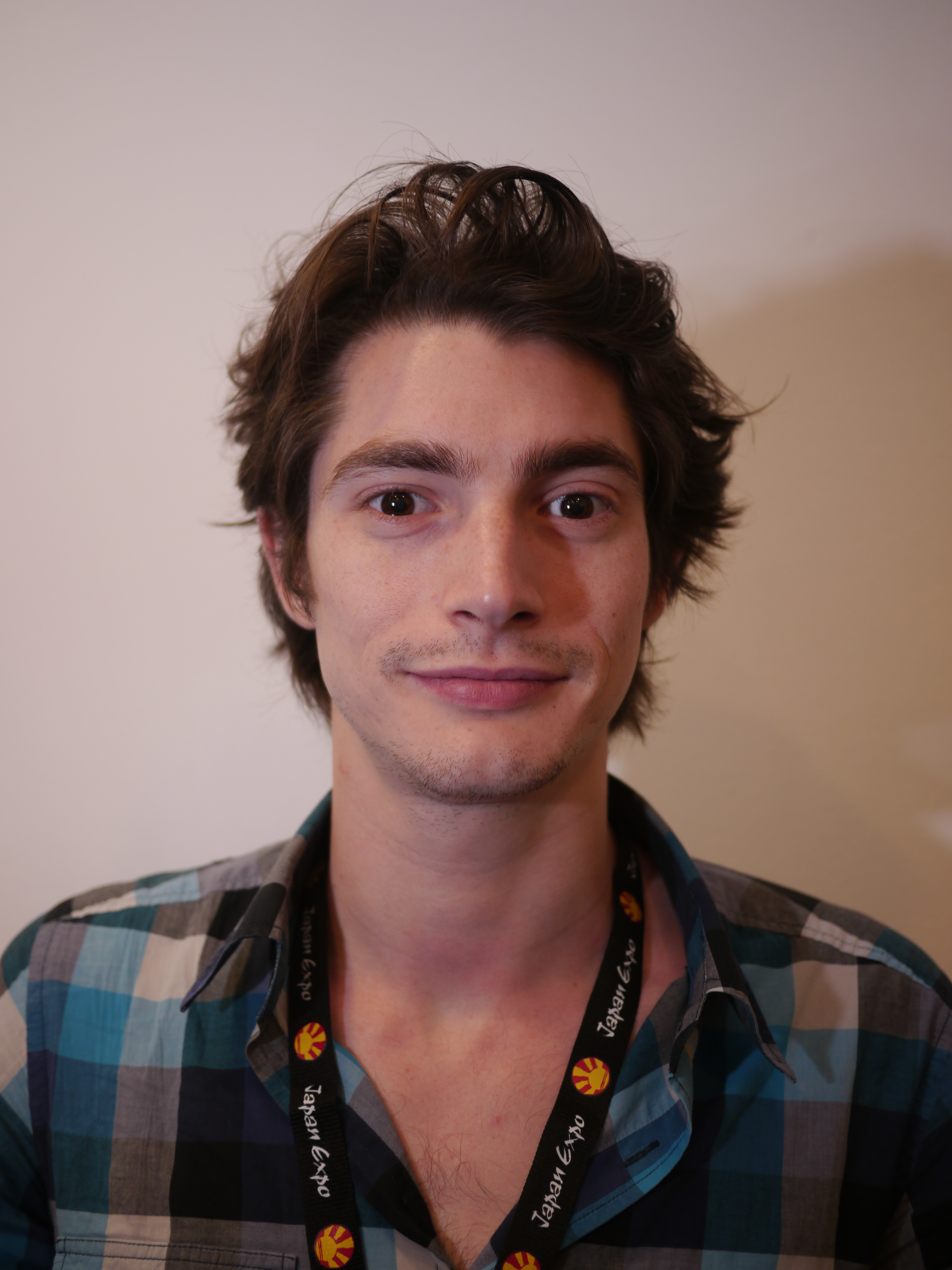
Florent Dorin au Comic Con' 2011.

Il est acteur dans de nombreux projets de Frenchnerd. Il collabore avec François Descraques depuis ses premiers films. Il participe quelquefois à l'écriture de certains projets Frenchball. Florent Dorin est également musicien, et certaines de ses chansons sont utilisées dans Le Visiteur du Futur, dans lequel il tient le rôle principal et où il s'est fait connaître du grand public.
- Raphaël Descraques

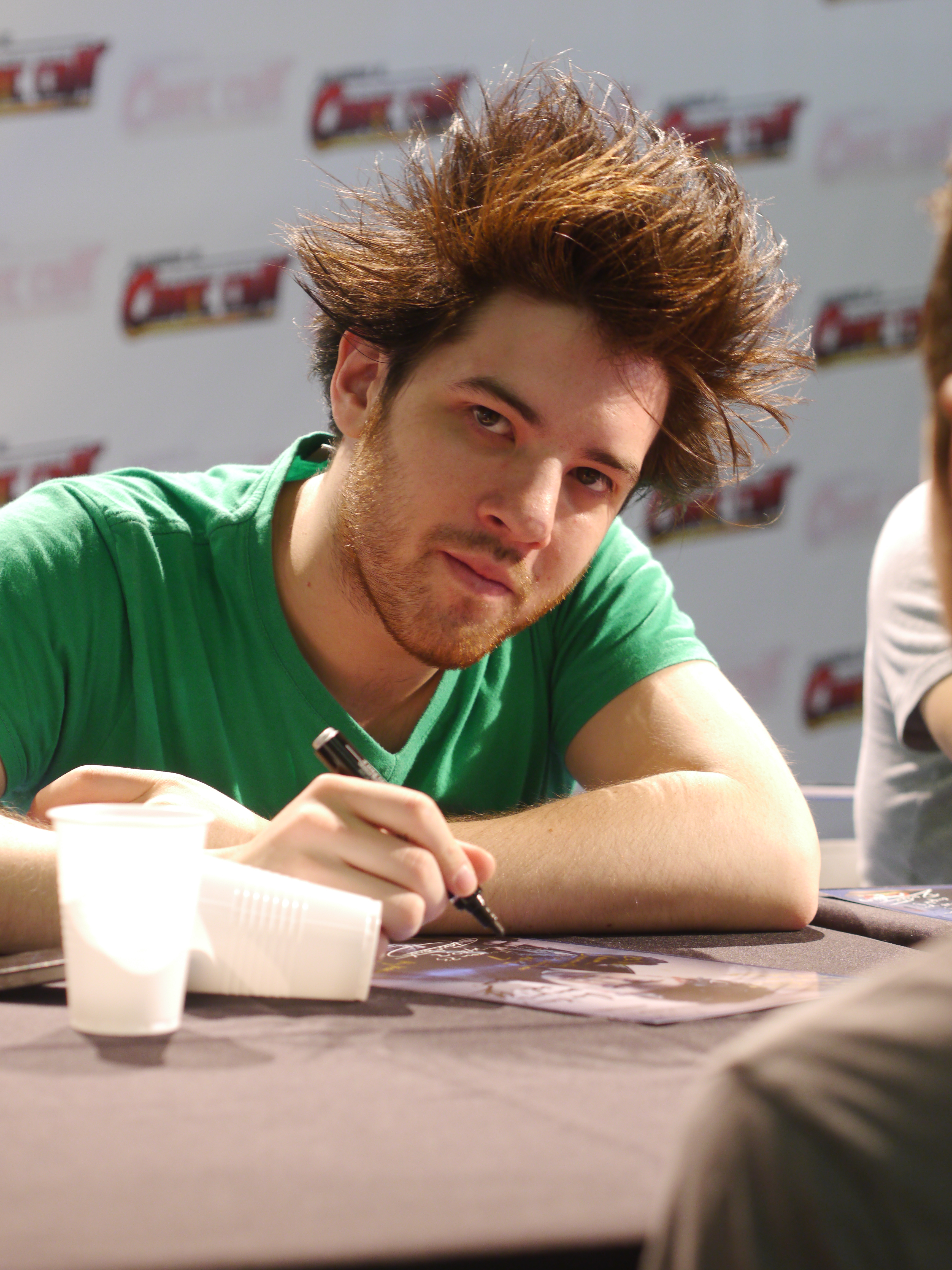
Raphaël Descraques en dédicace au Comic Con' 2013.

Il est le petit frère de François Descraques et joue dans ses premiers films. Il écrit, réalise et joue dans plusieurs projets de Frenchnerd. Il a commencé à se faire connaître à travers Le Visiteur du Futur pour son rôle de Raph, puis, dans un second temps, dans le collectif du Golden Moustache pour ses vidéos au sein du groupe Suricate. Ses créations sur Frenchball (Le Paramétrage de la Vie, The Mission Square, Speed Detective) sont les plus populaires de la chaîne Youtube.
- Mathieu Poggi

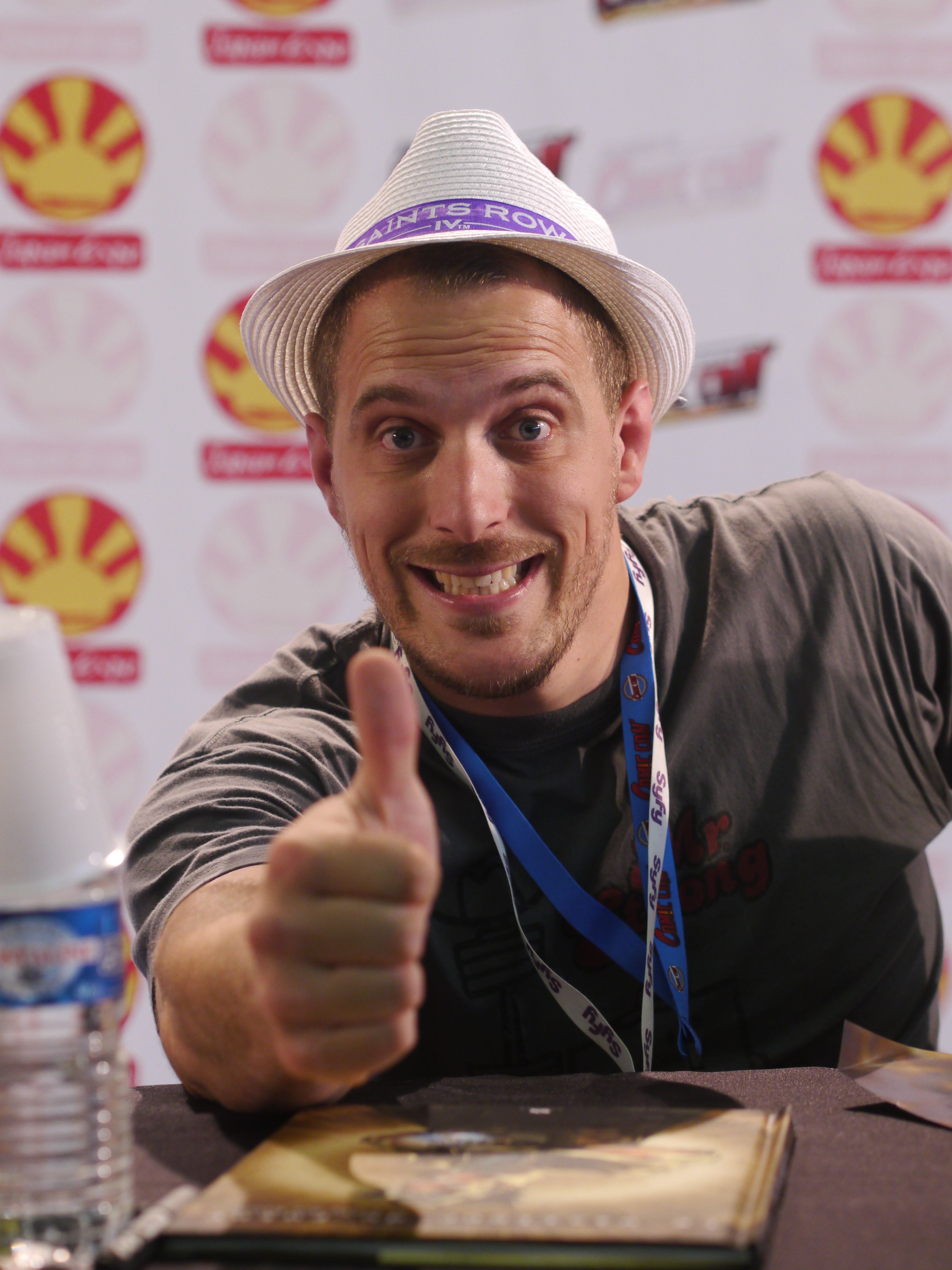
Mathieu Poggi en dédicace au Comic Con' 2013.

Il est arrivé dans l'équipe par le biais de son ami d'enfance Slimane-Baptiste Berhoun[réf. souhaitée] et a joué dans plusieurs projets Frenchnerd. Il s'est fait connaître dans Le Visiteur du Futur pour son rôle de Mattéo puis pour son personnage de Mitch le cycle des Balls où il tient le rôle principal dans la saison 2.
Mathieu est diplômé de STAPS et est professeur de judo[réf. souhaitée].

- Lénie Cherino

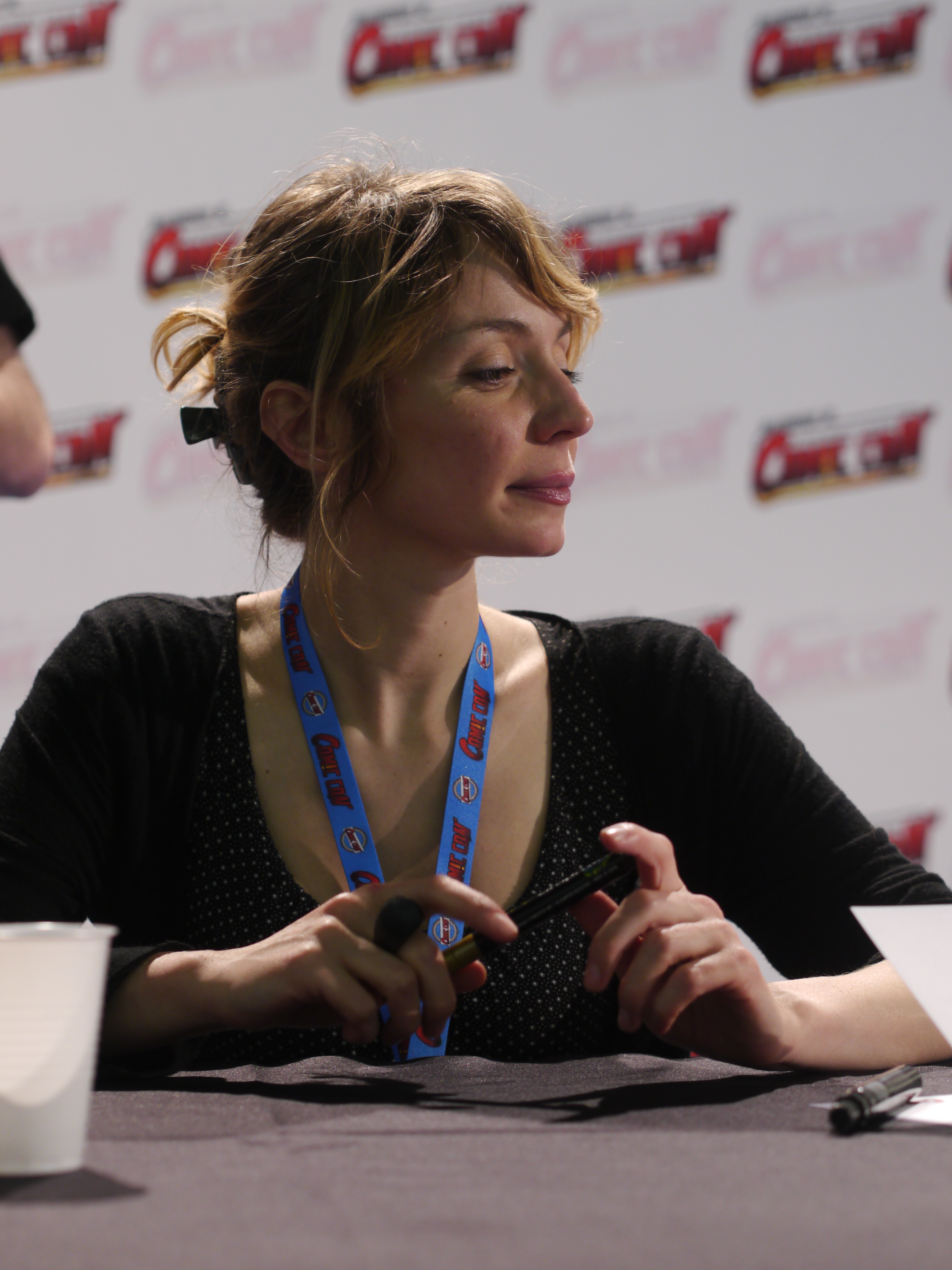
Lénie Chérino en dédicace au Comic Con' 2013.

Elle a rencontré François Descraques par le biais de l'association TNT[réf. souhaitée] et a joué dans plusieurs projets Frenchnerd. En parallèle aux projets de Frenchnerd, elle tient une chaîne Youtube avec Mathieu Duméry intitulée Professeur Feuillage où elle parle, avec humour, de l'écologie.
- Thibault Geoffray

Il est également ami d'enfance de François Descraques[réf. souhaitée] et joue aux côtés de Florent dans ses premiers projets. Il est preneur de son sur les débuts du Visiteur du Futur, acteur dans le Grand Débat et les soirées loose, et les musiques de son groupe Salt and Roots sont utilisées dans cette série[réf. souhaitée]. C'est le gérant principal de Frenchnerd Productions[réf. souhaitée].

### Acteurs récurrents
- Si vous ne connaissez pas le sujet, laissez ce bandeau (vous pouvez alors contacter les auteurs).
- Si vous supprimez le contenu mis en cause (vous pouvez préalablement contacter les auteurs),

argumentez précisément cette suppression dans la page de discussion
(un manque de référence n'est pas un argument ; une recherche réelle de référence doit avoir été effectuée, être formellement documentée).
Ce sont les autres acteurs qu'on[Qui ?] voit régulièrement dans les projets de Frenchnerd et pouvant être considérés[Quoi ?][réf. souhaitée] comme faisant partie de la famille Frenchnerd.
- Isabel Jeannin

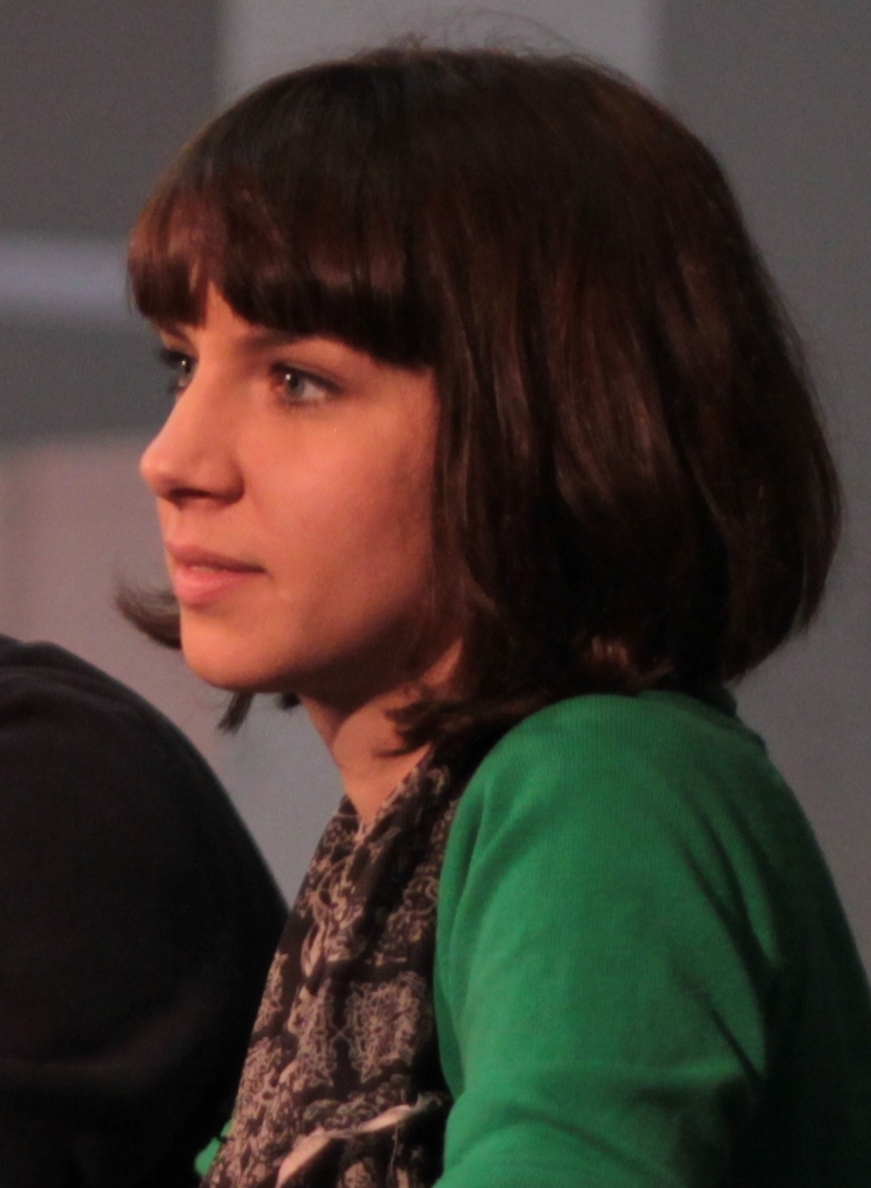
Isabel Jeannin en dédicace à la Chibi Japan Expo 2010.

Elle est actrice dans plusieurs projets Frenchnerd et est également musicienne et chanteuse au sein du groupe Mini Vague (anciennement Mix Bizarre), dont les chansons sont utilisées dans le Visiteur du Futur. Elle est principalement connue pour le rôle qu'elle tient dans cette web-série.
- Sabine Perraud

Elle est actrice dans plusieurs projets de Frenchnerd. Elle entre dans le collectif après avoir joué un des deux rôles principaux des Opérateurs. Elle s'est fait connaître pour son personnage de Clothilde IV dans la saison 4 du Visiteur du Futur.
- Christophe Barberon

Il est à l'origine un ami de Slimane-Baptiste Berhoun et joue principalement dans le cycle des Balls. En dehors des projets de Frenchnerd, il est professeur de judo.
- Eléonore Costes

Elle est actrice dans plusieurs projets de Frenchnerd. C'est à travers Florent Dorin qu'elle intègre l'équipe Frenchnerd, en apparaissent dans Starleague puis dans Le Visiteur du Futur. Elle tient le rôle principal dans la web-série Rock Macabre.
- Nicolas Berno

Il est acteur dans plusieurs projets de Frenchnerd. Il rencontre Slimane-Baptiste Berhoun dans la web-série 42e étage que ce dernier réalise. Il prendra ensuite le rôle de Charles dans les Opérateurs puis celui de Raymond dans la saison 4 du Visiteur du Futur. Nicolas Berno fait également partie du collectif du Golden Moustache.
- Thibault Farnoux

Il est cadreur et acteur dans plusieurs projets de Frenchnerd. Il a connu Slimane-Baptiste Berhoun à leur ancien travail dans l'entreprise Brainsonic. Au sein de Frenchnerd, il est surtout connu pour avoir incarné Le Capitaine de la garde dans la saison 4 du Visiteur du Futur.
- Pascal Hénault

Il est acteur dans plusieurs projets de Frenchnerd. François Descraques et Florent Dorin le repèrent grâce à des vidéos que Pascal Hénault publie sur Dailymotion. Il joue le rôle de Raul Lombardi dans Le Visiteur du Futur et de Dick dans le cycle des Balls.
- Stanislas Grassian

Il est acteur dans quelques projets de Frenchnerd. On le connaît surtout pour son rôle de Dario Lombardi dans Le Visiteur du Futur.
- Samuel Brafman

Il est acteur dans quelques projets de Frenchnerd. Il incarne Octave dans la saison 4 du Visiteur du Futur.
- Jaques Courtès

Il est acteur dans quelques projets Frenchnerd. Il joue notamment Joseph dans la saison 3 du Visiteur du Futur.
- Vanessa Brias

Elle est actrice dans plusieurs projets de Frenchnerd. Elle travaille pour la première fois avec François Descraques dans Le Golden Show. Elle joue le rôle de Veronique dans la saison 4 du Visiteur du Futur.
- FloBer

Il est acteur dans quelques projets de Frenchnerd. Il travaille pour la première fois avec François Descraques dans Le Golden Show. Il joue le rôle de Bernie dans la saison 4 du Visiteur du Futur.
- Justine Le Pottier

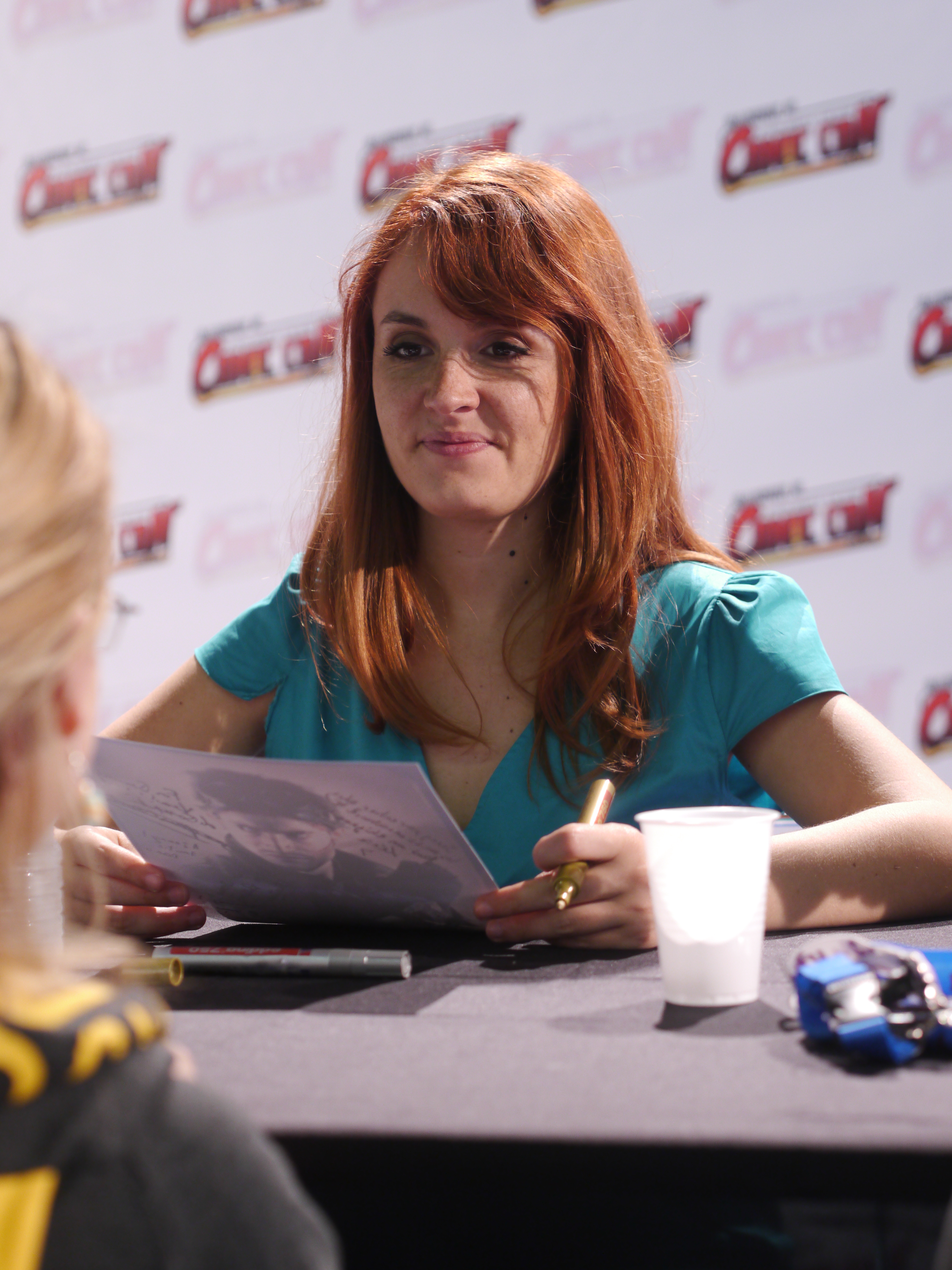
Justine Le Pottier en dédicace au Comic Con' 2013.

Elle actrice dans quelques projets de Frenchnerd. Elle a rencontré François Descraques par le biais de Florent Dorin et joue Judith dans Le Visiteur du Futur.